# Pier Foschi
Pier Foschi, pseudonimo di Pierluigi Foschi (Cesenatico, 4 settembre 1961), è un batterista, compositore e attore italiano.

## Biografia
Pier Foschi inizia la sua carriera da batterista con Al Bano nel 1979, per poi collaborare anche con artisti come Andrea Mingardi, Grazia Di Michele, Mariella Nava.
Nel 1993 diventa il batterista di Jovanotti e con lui firma pezzi come L'ombelico del mondo, Penso positivo e tanti altri.
Dallo stesso anno collabora e incide dischi anche con artisti come Adriano Celentano, Laura Pausini, Nek, Luciano Ligabue, Pino Daniele, Piero Pelù, Cesare Cremonini, Daniele Ronda.
Ha fatto tour con Pino Daniele, Eros Ramazzotti e Jovanotti, con il quale ha collaborato ininterrottamente fino al 2005.
Nel 2000 incide con Laura Pausini Tra te e il mare che riceve tra l'altro una nomination per la migliore ingegneria del suono ai Latin Grammy Awards nel 2001. Ha, inoltre, intrapreso una carriera solista incidendo il suo primo album nel 2011.
Fra gli altri lavori ha suonato la batteria nella sigla della trasmissione Solletico su Rai 1, interpretata dai conduttori Mauro Serio ed Elisabetta Ferracini insieme ai Coro dei Piccoli Cantori di Milano; nella sigla e nella musica di sottofondo di Studio Aperto su Italia 1 dal 1º febbraio 1994 al 10 febbraio 2002; su Canale 5 nella sigla di Gusto, rubrica culinaria del TG5 curata da Gioacchino Bonsignore, dal 10 giugno 2002 al 2 gennaio 2018 e dal 20 marzo dello stesso anno a oggi e nella canzone A Natale puoi dello spot della Bauli.

## Discografia

### Con Jovanotti

#### Studio
- 1994 - Lorenzo 1994
- 1997 - Lorenzo 1997 - L'albero
- 1999 - Lorenzo 1999 - Capo Horn
- 2002 - Lorenzo 2002 - Il quinto mondo
- 2005 - Buon sangue

#### Live
- 2000 - Lorenzo live - Autobiografia di una festa

#### Raccolte
- 1995 - Lorenzo 1990-1995

### Con Adriano Celentano
- 1994 - Quel punto

### Con Andrea Mingardi
- 2000 - Ciao Ràgaz

### Con Laura Pausini
- 2000 - Tra te e il mare
- 2004 - Resta in ascolto

### Con Negrita
- 2003 - Ehi! Negrita

### Con Nek
- 2005 - Una parte di me

### Solista
- 2011 - Pier Foschi